# FK Slavija Sarajevo
FK Slavija Sarajevo (Servisch: ФК Славија Сарајево) is een Bosnische voetbalclub uit Istočno Sarajevo in de Servische Republiek dicht bij Sarajevo.
De club werd in 1908 opgericht en speelde in 1930 voor het eerst in de Joegoslavische hoogste klasse en werd 5de op 6de clubs. Het volgende optreden was in 1932/33 toen de club 9de op 11 werd. Het volgend seizoen was er geen kampioenschap en in 1934/35 werd Slavija 8ste op 10. 1935/36 werd met een knock-outfase beslist en daarin haalde Slavija de finale en verloor die met 1-1, 0-1 tegen BSK Beograd (het huidige OFK Belgrado). De volgende 2 seizoenen werd de club 5de op 10 clubs , in 1939 7de op 12 en in 1940 3de op 6 clubs. Slavija en SAŠK waren de enige clubs uit Bosnië en Herzegovina die voor de Tweede Wereldoorlog in de hoogste klasse kon spelen van het Koninkrijk Joegoslavië. Slavija was de club voor de Bosnische Serven terwijl SASK die was voor Bosnische Kroaten. Na de oorlog werd de club opgeheven door de autoriteiten.
Na de onafhankelijkheid van Bosnië werd de club heropgericht in Srpsko Sarajevo, nabij de hoofdstad. Servische clubs werden pas in 2003 toegelaten tot de Bosnische competitie en in 2004 speelde de club voor het eerst sinds 1940 opnieuw in de hoogste klasse. De stadsnaam Sprsko Sarajevo werd in Istočno Sarajevo veranderd zo dus ook de clubnaam. In het eerste seizoen werd Slavija 10e en in 2005/06 5de. Het volgende seizoen werd de club derde en mocht het Europees spelen in de Intertoto Cup. Na een terugval in 2008 werd Slavija vicekampioen in 2009. De volgende jaren eindigde de club weer in de middemoot. In 2016 werden ze twaalfde op zestien clubs, maar werden slachtoffer van een competitiehervorming waardoor er zes clubs degradeerden. 

## Erelijst
- Beker van Bosnië en Herzegovina

2009

## Slavija in Europa
#Q = #kwalificatieronde, #R = #ronde, 1/4 = kwartfinale, T/U = Thuis/Uit, W = Wedstrijd, PUC = punten UEFA coëfficiënten .
Uitslagen vanuit gezichtspunt Slavija
| Seizoen | Competitie    | Ronde | Land                                      | Club            | Totaalscore | 1e W    | 2e W     | PUC |
| ------- | ------------- | ----- | ----------------------------------------- | --------------- | ----------- | ------- | -------- | --- |
| 1940    | Mitropacup    | 1/4   | Vlag van Hongarije (1915-1918, 1919-1946) | Ferencvárosi TC | 4-11        | 3-0 (T) | 1-11 (U) | 0.0 |
| 2007    | Intertoto Cup | 1R    | Vlag van Andorra                          | UE Sant Julià   | 6-4         | 3-2 (U) | 3-2 (T)  | 0.0 |
|         |               | 2R    | Vlag van Roemenië                         | Oțelul Galați   | 0-3         | 0-0 (T) | 0-3 (U)  | 0.0 |
| 2009/10 | Europa League | 2Q    | Vlag van Denemarken                       | Aalborg BK      | 3-1         | 0-0 (U) | 3-1 (T)  | 1.5 |
|         |               | 3Q    | Vlag van Slowakije                        | MFK Košice      | 1-5         | 0-2 (T) | 1-3 (U)  | 1.5 |

Totaal aantal punten voor UEFA coëfficiënten: 1.5
Zie ook
- Deelnemers UEFA-toernooien Bosnië en Herzegovina
- Ranglijst van alle clubs die in de diverse Europa Cups zijn uitgekomen